# Trinity Railway Express
Il Trinity Railway Express è il servizio ferroviario suburbano a servizio dell'area metropolitana Dallas-Fort Worth Metroplex, nello Stato del Texas. Si compone di una sola linea che collega le stazioni di Dallas Union e Fort Worth T&P sviluppandosi per 54,7 km con un totale di 10 stazioni. È gestito da Herzog Transit Services.
Il servizio venne inaugurato il 30 dicembre 1996, all'epoca tra le stazioni di Dallas Union e South Irving. In seguito, fu esteso più volte fino a raggiungere Fort Worth nel 2001. Nel 2015, ha trasportato in totale 2 164 300 passeggeri.

## Il servizio
La linea è attiva dal lunedì al sabato. Durante i giorni feriali, le frequenze variano dai 30 minuti delle ore di punta ai 60 minuti delle ore di morbida. Di sabato le frequenze sono sempre di 60 minuti.